# Mushroom Records
Mushroom Records est un label discographique australien, basé à Melbourne. Fondé en 1972, il est connu pour avoir fait signer le groupe anglais Muse ainsi que la chanteuse australienne Kylie Minogue.
Festival Mushroom Records est ensuite racheté par Warner Bros. Records, qui exploite le label de 2005 à 2010 jusqu'à ce qu'il soit cédé à Warner. Le fondateur Michael Gudinski est devenu le leader du Mushroom Group, la plus grande entreprise indépendante de musique et de divertissement en Australie, avec des divisions telles que Frontier Touring,.

## Histoire
Mushroom Records est fondé par Michael Gudinski (en) et Ray Evans à Melbourne en 1972. Sa première est le triple album live du Sunbury Pop Festival sorti en 1973, et au cours de ses premières années d'existence, Mushroom signe un certain nombre de groupes australiens importants, dont Madder Lake, Ayers Rock et MacKenzie Theory. En décembre 1974, Gudinski s'envole pour les États-Unis afin de promouvoir ses artistes, et Ayers Rock obtient un contrat d'enregistrement et une avance de la part d'A&M Records. Ayers Rock est le premier artiste de Mushroom à signer un contrat d'enregistrement international. Mushroom lutte pour survivre au cours de ses deux premières années d'existence et aurait failli disparaître à plusieurs reprises. Cependant, le label est propulsé sur le devant de la scène musicale australienne au début de l'année 1975 grâce au succès massif de Skyhooks, dont le premier album, Living in the 70's (en), devient le disque australien le plus vendu jusqu'alors.
À la même époque, Gudinski est convaincu de faire signer le groupe néo-zélandais Split Enz, qui vient de s'installer en Australie. Bien qu'ils n'aient connu qu'un succès modéré au cours des premières années, Split Enz remporte un énorme succès en 1980 avec la sortie de leur album True Colours et le tube I Got You, qui marque l'émergence de Neil Finn. En 1978, Gudinski fonde Suicide, un sous-label de Mushroom, pour sortir du punk rock. Contrairement à Mushroom, Suicide est distribué par RCA. Sa première sortie fut une reprise de These Boots are Made for Walking par The Boys Next Door.
En 1981, Gudinski fonde un autre sous-label, White Label Records, pour sortir ce que l'on pourrait appeler aujourd'hui de la musique post-punk, avec des signatures telles que Hunters & Collectors, Machinations, Painters and Dockers, Kids in the Kitchen et The Stems
Dans les années 1990, Razor Records du remixeur Gavin Campbell devient une filiale de Mushroom. Gudinski conserve le contrôle de la plupart des autres sociétés du groupe Mushroom (y compris les intérêts dans l'édition musicale, la production de films, la réservation de groupes, les tournées nationales et la gestion de salles) et le nom Mushroom Records. Après sa fusion avec le label Festival Records (de News Corporation) pour former Festival Mushroom Records en 1998, Gudinski relance Liberation Music.
En octobre 2005, Festival Mushroom Records est liquidé et ses marques et actifs (y compris ses importantes archives d'enregistrements originaux) sont vendus à la division australienne du Warner Music Group dans le cadre d'une transaction d'une valeur estimée à environ 10 millions de dollars australiens. L'autre actif majeur de la société, Festival Music Publishing, est vendu à Mushroom Music un mois plus tard pour une somme non divulguée.
En 2021, Gudinski meurt à Melbourne à l'âge de 68 ans,. Tout au long de l'année 2023, la société célèbre son cinquantième anniversaire en organisant une manifestation d'un an intitulée Mushroom : Fifty Years of Making Noise.

## A&E Records
Avec la réorganisation en Festival Mushroom Records, un certain nombre d'opérations internationales et de coentreprises sont fermées ou vendues. Au Royaume-Uni, la branche britannique de la société (y compris Infectious et Perfecto Records) est réorganisée sous le nom de A&E Records et vendue au Warner Music Group lorsque Korda Marshall prend un poste au sein de cette société.

## Groupes et artistes
- Christie Allen
- Angry Anderson
- Peter André
- The Angels
- Christine Anu
- Ayers Rock
- Jimmy Barnes
- The Black Sorrows
- Buster Brown
- The Captain Matchbox Whoopee Band (en)
- Kate Ceberano (1991–2000)
- Chain (en)
- Chantoozies
- The Choirboy
- The Church
- ABBA (Mushroom/Warner Bros.)
- The Dingoes (en)
- Jason Donovan
- Jenn Forbes
- Frente
- Nelly Furtado (1999–2008)
- Garbage
- George
- Renée Geyer (en)
- Gyroscope
- Home and Away (1988–2004/05)
- Indecent Obsession
- Jo Jo Zep and the Falcons (en)
- Paul Kelly
- MacKenzie Theory (en)
- Madder Lake (en)
- The Mavis's
- MEO 245
- Dannii Minogue (1990–1995)
- Kylie Minogue (1987–2008)
- Models
- Mother Goose
- Muse
- Neighbours (1985–2000/01)
- Madonna (2005–2009, Mushroom/Festival/Warner Bros.)
- Mika (2007–2009, Mushroom/Festival/Warner Bros.)
- Katie Noonan
- The Paradise Motel
- Toni Pearen
- Archie Roach
- Lianna Rose
- Rose Tattoo
- The Saints
- Scandal'us
- Sid Rumpo (en)
- Skyhooks
- Split Enz
- The Sports
- The Swingers
- Swoop
- Jo Beth Taylor
- Ted Mulry Gang (1977–1980)
- Billy Thorpe and the Aztecs
- TISM (2001–2002)
- Charlie Thorpe
- Yothu Yindi